# Oakhill, Somerset
Oakhill är en by i Somerset i England. Byn är belägen 46,2 km 
från Taunton. Orten har 704 invånare (2016).